# Donald Duck: Quack Attack
Donald Duck: Quack Attack (kaldt Donald Duck: Goin' Quackers i USA) er et platformspil udviklet og udgivet af Ubisoft i 2000 til Nintendo 64, GameCube, PlayStation, PlayStation 2 og Dreamcast. Det blev også udgivet til Windows-maskiner, og et lignende spil blev lanceret til Game Boy Color med samme titel og Game Boy Advance kaldt Donald Duck Advance.